# Consiglio Economia e Finanza
Il Consiglio Economia e finanza (in inglese Economic and Financial Affairs Council, spesso abbreviato in  Consiglio Ecofin o anche solo Ecofin) è una delle formazioni in cui si riunisce il Consiglio dell'Unione europea. Nella formazione Economia e finanza il consiglio è composto dai Ministri delle finanze degli stati membri.
Il Consiglio Ecofin si riunisce una volta al mese a Bruxelles o a Lussemburgo; inoltre si riunisce in via informale una volta ogni sei mesi nel paese che in quel momento detiene la presidenza di turno del Consiglio dell'UE.
I suoi lavori sono preparati dal Comitato dei rappresentanti permanenti (COREPER II).

## Competenze
Il Consiglio Economia e finanza si occupa di: 
- coordinare le politiche economiche;
- sorvegliare la situazione economica;
- monitorare le politiche di bilancio e le finanze pubbliche dei Paesi membri (applicazione del Patto di Stabilità e Crescita);
- euro (aspetti giuridici, pratici e internazionali);
- mercati finanziari e movimenti di capitale;
- relazioni economiche con i paesi terzi.

Insieme al Parlamento europeo, il Consiglio si occupa inoltre della preparazione e dell'adozione del bilancio annuale dell'Unione europea.
Quando il Consiglio Economia e finanza discute di questioni riguardanti l'euro i rappresentanti degli stati membri che non fanno parte dell'area euro non prendono parte alle votazioni.

## Composizione
| Stato       | Membro Carica                                                                     | Partito nazionale          | Partito europeo | Gruppo parlamentare europeo | Gruppo parlamentare europeo                            |
| ----------- | --------------------------------------------------------------------------------- | -------------------------- | --------------- | --------------------------- | ------------------------------------------------------ |
| Germania    | Christian Lindner Vicecancelliere e Ministro delle Finanze                        | FDP                        | ALDE            |                             | Renew Europe                                           |
| Germania    | Robert Habeck Ministro dell'Economia e della Protezione del clima                 | Grüne                      | PVE             |                             | I Verdi/Alleanza Libera Europea                        |
| Francia     | Bruno Le Maire Ministro dell'Economia e delle Finanze                             | RE                         | N.D.            |                             | Renew Europe                                           |
| Italia      | Giancarlo Giorgetti Ministro dell'Economia e delle Finanze                        | LSP                        | ID              |                             | Identità e Democrazia                                  |
| Spagna      | Nadia Calviño Ministro dell'Economia e della trasformazione digitale              | indipendente (nomina PSOE) | N.D.            |                             | N.D.                                                   |
| Spagna      | María Jesús Montero Ministro delle Finanze                                        | PSOE                       | PSE             |                             | Alleanza Progressista dei Socialisti e dei Democratici |
| Polonia     | Magdalena Rzeczkowska Ministro delle Finanze                                      | indipendente               | N.D.            |                             | N.D.                                                   |
| Romania     | Radu Oprea Ministro dell'economia, dell'imprenditoria e del turismo               | PSD                        | PSE             |                             | Alleanza Progressista dei Socialisti e dei Democratici |
| Romania     | Marcel Boloș Ministro delle finanze                                               | PNL                        | PPE             |                             | Gruppo del Partito Popolare Europeo                    |
| Paesi Bassi | Micky Adriaansens Ministro degli Affari Economici e della Politica del clima      | VVD                        | ALDE            |                             | Renew Europe                                           |
| Paesi Bassi | Sigrid Kaag Ministro delle Finanze                                                | D66                        | ALDE            |                             | Renew Europe                                           |
| Belgio      | Pierre-Yves Dermagne Vice Primo ministro, Lavoro ed economia                      | PS                         | PSE             |                             | Alleanza Progressista dei Socialisti e dei Democratici |
| Belgio      | Vincent Van Peteghem Vice Primo ministro, Finanza                                 | CD&V                       | PPE             |                             | Gruppo del Partito Popolare Europeo                    |
| Rep. Ceca   | Zbyněk Stanjura Ministro delle finanze                                            | ODS                        | ECR             |                             | Gruppo dei Conservatori e dei Riformisti Europei       |
| Grecia      | Christos Staikouras Ministro delle Finanze                                        | ND                         | PPE             |                             | Gruppo del Partito Popolare Europeo                    |
| Ungheria    | Mihály Varga Vice Primo Ministro e Ministro delle Finanze                         | Fidesz                     | -               |                             | Non Iscritti                                           |
| Portogallo  | Pedro Siza Vieira Ministro dell'economia e della transizione digitale             | PS                         | PSE             |                             | Alleanza Progressista dei Socialisti e dei Democratici |
| Portogallo  | João Leão Ministro delle Finanze                                                  | indipendente               | N.D.            |                             | N.D.                                                   |
| Svezia      | Elisabeth Svantesson Ministro della Finanza                                       | M                          | PPE             |                             | Gruppo del Partito Popolare Europeo                    |
| Austria     | Magnus Brunner Ministro delle finanze                                             | ÖVP                        | PPE             |                             | Gruppo del Partito Popolare Europeo                    |
| Bulgaria    | Bogdan Bogdanov Ministro dell'economia                                            | indipendente               | N.D.            |                             | N.D.                                                   |
| Bulgaria    | Asen Vasilev Ministro delle finanze                                               | PP                         | N.D.            |                             | N.D.                                                   |
| Finlandia   | Wille Rydman Ministro degli affari economici                                      | PS                         | N.D.            |                             | Gruppo dei Conservatori e dei Riformisti Europei       |
| Finlandia   | Riikka Purra Ministro delle finanze                                               | PS                         | N.D.            |                             | Gruppo dei Conservatori e dei Riformisti Europei       |
| Danimarca   | Nicolai Halby Wammen Ministro delle finanze                                       | SD                         | PSE             |                             | Alleanza Progressista dei Socialisti e dei Democratici |
| Danimarca   | Troels Lund Poulsen Ministro delle finanze                                        | V                          | ALDE            |                             | Renew Europe                                           |
| Slovacchia  | Peter Dovhun Ministro dell'economia                                               | indipendente               | N.D.            |                             | N.D.                                                   |
| Slovacchia  | Michal Horváth Ministro delle finanze                                             | indipendente               | N.D.            |                             | N.D.                                                   |
| Croazia     | Tomislav Ćorić Ministro dell'economia                                             | HDZ                        | PPE             |                             | Gruppo del Partito Popolare Europeo                    |
| Croazia     | Zdravko Marić Ministro delle finanze                                              | indipendente (nomina HDZ)  | N.D.            |                             | N.D.                                                   |
| Irlanda     | Michael McGrath Ministro delle finanze                                            | FF                         | ALDE            |                             | Renew Europe                                           |
| Lituania    | Aušrinė Armonaitė Ministro dell'economia                                          | Laisvės partija            | ALDE            |                             | N.D.                                                   |
| Lituania    | Gintarė Skaistė Ministro delle finanze                                            | TS-LKD                     | PPE             |                             | Gruppo del Partito Popolare Europeo                    |
| Lettonia    | Ilze Indriksone Ministro dell'economia                                            | NA                         | ECR             |                             | Gruppo dei Conservatori e dei Riformisti Europei       |
| Lettonia    | Arvils Ašeradens Ministro delle finanze                                           | V                          | PPE             |                             | Gruppo del Partito Popolare Europeo                    |
| Slovenia    | Klemen Boštjančič Ministro delle finanze                                          | GS                         | N.D.            |                             | Renew Europe                                           |
| Cipro       | Iacovos (Makis) Keravnos Ministro della finanza                                   | DIKO                       | N.D.            |                             | Alleanza Progressista dei Socialisti e dei Democratici |
| Estonia     | Riina Sikkut Ministro degli affari economici e delle infrastrutture               | SDE                        | PSE             |                             | Alleanza Progressista dei Socialisti e dei Democratici |
| Estonia     | Annely Akkermann Ministro della finanza                                           | ER                         | ALDE            |                             | Renew Europe                                           |
| Lussemburgo | Franz Fayot Ministro della cooperazione e azione umanitaria e dell'economia       | LSAP                       | PSE             |                             | Alleanza Progressista dei Socialisti e dei Democratici |
| Lussemburgo | Yuriko Backes Ministro della finanza                                              | DP                         | ALDE            |                             | Renew Europe                                           |
| Malta       | Christian Cardona Ministro dell'economia, degli investimenti e dei piccoli affari | PL                         | PSE             |                             | Alleanza Progressista dei Socialisti e dei Democratici |
| Malta       | Edward Scicluna Ministro delle finanze                                            | PL                         | PSE             |                             | Alleanza Progressista dei Socialisti e dei Democratici |